# دلافين مهجورة
دلافين مهجورة (الاسم العلمي: Lipotidae) هي فصيلة من الحيتانيات، يتبع فصيلة عليا Lipotoidea ‏.